# Gasteria brachyphylla
Gasteria brachyphylla ist eine Pflanzenart der Gattung Gasteria in der Unterfamilie der Affodillgewächse (Asphodeloideae).

## Beschreibung

### Vegetative Merkmale
Gasteria brachyphylla wächst stammlos, ist niederliegend bis aufrecht und erreicht bei Durchmessern von 7,5 bis 23 Zentimetern eine Wuchshöhe von 9 bis 23 Zentimeter. Sie sprosst von der Basis aus und bildet kleine Gruppen. Die bandförmigen, selten dreieckig-lanzettlichen Laubblätter sind zweizeilig am Trieb angeordnet. Die dunkelgrüne Blattspreite ist 8,5 bis 23 Zentimeter lang und 2,2 bis 8 Zentimeter breit. Sie ist auf beiden Seiten dicht mit weißen Flecken bedeckt, die in undeutlichen diagonalen Streifen angeordnet sind. Die Epidermis ist glatt. Der Blattrand ist winzig gekerbt. Die Blattspitze ist zugespitzt, stumpf gerundet oder gestutzt. Junge Blätter sind bandförmig, rau, dicht gefleckt und stumpf gerundet.

### Blütenstände und Blüten
Der rispige Blütenstand ist einfach oder weist ein Paar Seitenzweige auf. Er erreicht eine Länge von 20 bis 110 Zentimeter. Die rosafarbene Blütenhülle ist 12 bis 22 Millimeter lang. Ihr bauchiger Teil ist kugelförmig oder kugelförmig-ellipsoid. Er erstreckt sich über mehr als die Hälfte der Länge der Blütenhülle und weist einen Durchmesser von 5 bis 7 Millimeter auf. Darüber ist sie zu einer weißen, grün gestreiften Röhre mit einem Durchmesser von 3 bis 4 Millimeter eingeschnürt.

### Früchte und Samen
Die länglichen Früchte sind 15 bis 23 Millimeter lang und 7 Millimeter breit. Sie enthalten 3 bis 4 Millimeter lange und 2 bis 3 Millimeter breite Samen.

## Systematik und Verbreitung
Gasteria brachyphylla ist in Südafrika verbreitet.
Die Erstbeschreibung als Aloe brachyphylla durch Joseph zu Salm-Reifferscheidt-Dyck wurde 1834 veröffentlicht. Ernst Jacobus van Jaarsveld stellte die Art 1992 in die Gattung Gasteria.
Es werden folgende Varietäten unterschieden:
- Gasteria brachyphylla var. brachyphylla
- Gasteria brachyphylla var. bayeri van Jaarsv.

Es sind zahlreiche Synonyme bekannt.

## Nachweise